# К Целию
«К Целию» — условное название стихотворения римского поэта Гая Валерия Катулла, включённого в состав посмертного сборника («Книги Катулла Веронского») под номером 100. Автор здесь обращается к своему другу Целию и желает ему «лишь побед в любви».
Адресат стихотворения — по-видимому, веронец, не фигурирующий в других источниках. По одной из версий, он же упоминается в стихотворении № 58 («К Целию, о падении Лесбии»).